# Дивізійна церква
Дивізійна церква Сирецьких таборів — православний безпарафіяльний храм у Києві, що знаходився на території Сирецьких військових таборів, поблизу сучасних будинків № 3-А і 3-Б по вулиці Олени Теліги, збудований 1895 року.

## Історія храму
Сирецькі військові табори були засновані 1869 року. У 1895 році для релігійних відправ тут збудували стаціонарну дивізійну церкву за проєктом техніка А.-Ф. Краусса, який керував будівництвом безкоштовно. Це була невелика дерев'яна, прямокутна у плані будівля у спрощених формах псевдоросійського стилю. Центральна частина завершувалася четвериком із наметом на гранчастому барабані, із цибулястою главкою; бабинець увінчувався квадратною у плані дзвіницею з наметом і трохи меншою цибулястою главкою. Церква була безіменною, не присвяченою жодному святому, адже представляла собою лише культову споруду, для богослужінь в ній розміщували пересувний престол та антимінс того військового формування, яке на той час перебувало в таборі.
Стояла церква в місцевості між сучасними вулицями Олени Теліги, Івана Гонти, Парково-Сирецькою та Дорогожицькою. Під час Громадянської війни ця ділянка Сирецьких таборів, включно із церквою зазнала значних пошкоджень. Дерев'яну церкву почали потроху розтягати на дрова, але 1920 року міська влада дозволила мешканцям сусідніх Караваєвих дач перенести залишки церковної будівлі до себе і використати їх для зведення нового храму. У 1921 році на Караваєвих дачах почали будівництво, а 1923 року освятили нову церкву на честь Преображення Господня. Вона була розташована трохи південніше нинішнього Індустріального шляхопроводу.